# Palkonya
Palkonya es un pueblo ubicado en el distrito de Siklós, en el condado de Baranya, Hungría.

## Superficie
Posee una superficie de 10,0 kilómetros cuadrados.

## Demografía
Hasta 2019 la población era de 249 habitantes, con una densidad de población de 24,90 habitantes por kilómetro cuadrado.